# Хохлово (Валуйский район)
Хохлово — село в Валуйском районе Белгородской области России. 
До 19 апреля 2018 года входило в состав Принцевского сельского поселения.

## География
Село находится в юго-восточной части Белгородской области, в лесостепной зоне, в пределах юго-западной части Среднерусской возвышенности, к востоку от реки Оскол, на расстоянии примерно 7 километров (по прямой) к северо-западу от города Валуйки, административного центра района. Абсолютная высота — 94 метра над уровнем моря.
Климат характеризуется как умеренно континентальный. Средняя температура января −7,4 °C, средняя температура июля +20,3 °C. Годовое количество осадков составляет около 500 мм. Среднегодовое направление ветра юго-западное.
Часовой пояс
Село Хохлово, как и вся Белгородская область, находится в часовой зоне МСК (московское время). Смещение применяемого времени относительно UTC составляет +3:00.

## Население
| 1859 | 1897 | 2002 | 2010 |
| ---- | ---- | ---- | ---- |
| 509  | ↗629 | ↘363 | ↘335 |

Половой состав
По данным Всероссийской переписи населения 2010 года в гендерной структуре населения мужчины составляли 49 %, женщины — соответственно 51 %.
Национальный состав
Согласно результатам переписи 2002 года, в национальной структуре населения русские составляли 81 %.

## Инфраструктура
Функционирует детский сад, фельдшерско-акушерский пункт и сельский клуб.

## Улицы
Уличная сеть села состоит из восьми улиц и одного переулка.